# Thesium lisowskii
Thesium lisowskii är en sandelträdsväxtart som beskrevs av A. Lawalrée. Thesium lisowskii ingår i släktet spindelörter, och familjen sandelträdsväxter. Inga underarter finns listade i Catalogue of Life.